# Étoile de Bessèges 2007
L'Étoile de Bessèges 2007, trentasettesima edizione della corsa valevole come prova del circuito UCI Europe Tour 2007 categoria 2.1, si svolse in cinque tappe dal 7 all'11 febbraio 2007 per un percorso totale di 717,9 km con partenza da Pézenas e arrivo a Bessèges. Fu vinta dal belga Nick Nuyens, della Cofidis, che si impose in 17 ore 30 minuti e 53 secondi, alla media di 40,988 km/h.
Partenza da Pézenas con 142 ciclisti, dei quali 119 portarono a termine il tour.

## Tappe
| Tappa  | Data        | Percorso                                  | km    | Vincitore di tappa | Leader cl. generale |
| ------ | ----------- | ----------------------------------------- | ----- | ------------------ | ------------------- |
| 1ª     | 7 febbraio  | Pézenas > Palavas-les-Flots               | 148,2 | Angelo Furlan      | Angelo Furlan       |
| 2ª     | 8 febbraio  | Nîmes > Saint-Ambroix                     | 155,2 | Baden Cooke        | Baden Cooke         |
| 3ª     | 9 febbraio  | Cendras > La Grand-Combe                  | 138,6 | Nick Nuyens        | Nick Nuyens         |
| 4ª     | 10 febbraio | Allègre-les-Fumades > Allègre-les-Fumades | 151,7 | Christophe Mengin  | Nick Nuyens         |
| 5ª     | 11 febbraio | Gagnières > Bessèges                      | 124,2 | Sébastien Chavanel | Nick Nuyens         |
| Totale | Totale      | Totale                                    | 717,9 |                    |                     |

## Squadre e corridori partecipanti
| N.    | Cod. | Squadra                        |
| ----- | ---- | ------------------------------ |
| 1-8   | JAC  | Chocolade Jacques-Topsport Vl. |
| 11-18 | FDJ  | Française des Jeux             |
| 21-28 | C.A  | Crédit Agricole                |
| 31-38 | BAL  | Bretagne-Armor Lux             |
| 41-48 | LAN  | Landbouwkrediet-Tönissteiner   |
| 51-58 | TMO  | T-Mobile Team                  |
| 61-68 | RLM  | Roubaix-Lille Métropole        |
| 71-78 | COF  | Cofidis                        |
| 81-88 | UNI  | Unibet.com                     |

| N.      | Cod. | Squadra                        |
| ------- | ---- | ------------------------------ |
| 91-98   | AUB  | Auber 93                       |
| 100-108 | AGR  | Agritubel                      |
| 111-118 | TCS  | Tinkoff Credit Systems         |
| 121-128 | A2R  | AG2R Prévoyance                |
| 131-138 | BTL  | Bouygues Télécom               |
| 141-148 | PRL  | Predictor-Lotto                |
| 151-158 | JAR  | Jartazi-Promo Fashion          |
| 161-168 | FLA  | Babes Only-Villapark Langemeer |
| 171-178 | STO  | Storez-Ledecq Matériaux        |

## Dettagli delle tappe

### 1ª tappa
- 7 febbraio: Pézenas > Palavas-les-Flots – 148,2 km

Risultati
| Pos. | Corridore       | Squadra         | Tempo    |
| ---- | --------------- | --------------- | -------- |
| 1    | Angelo Furlan   | Crédit Agricole | 3h20'17" |
| 2    | Mark Cavendish  | T-Mobile        | s.t.     |
| 3    | Ruggero Marzoli | Tinkoff         | s.t.     |

| Pos. | Corridore       | Squadra         | Tempo    |
| ---- | --------------- | --------------- | -------- |
| 1    | Angelo Furlan   | Crédit Agricole | 3h20'17" |
| 2    | Mark Cavendish  | T-Mobile        | a 4"     |
| 3    | Ruggero Marzoli | Tinkoff         | a 6"     |

### 2ª tappa
- 8 febbraio: Nîmes > Saint-Ambroix – 155,2 km

Risultati
| Pos. | Corridore          | Squadra         | Tempo    |
| ---- | ------------------ | --------------- | -------- |
| 1    | Baden Cooke        | Unibet.com      | 4h01'01" |
| 2    | Sébastien Chavanel | Franç. des Jeux | a 2"     |
| 3    | André Greipel      | T-Mobile        | s.t.     |

| Pos. | Corridore          | Squadra         | Tempo    |
| ---- | ------------------ | --------------- | -------- |
| 1    | Baden Cooke        | Unibet.com      | 7h21'08" |
| 2    | Angelo Furlan      | Crédit Agricole | a 2"     |
| 3    | Sébastien Chavanel | Franç. des Jeux | a 6"     |

### 3ª tappa
- 9 febbraio: Cendras > La Grand-Combe – 138,6 km

Risultati
| Pos. | Corridore        | Squadra         | Tempo    |
| ---- | ---------------- | --------------- | -------- |
| 1    | Nick Nuyens      | Cofidis         | 3h36'31" |
| 2    | Vasil' Kiryenka  | Tinkoff         | s.t.     |
| 3    | Preben Van Hecke | Predictor-Lotto | s.t.     |

| Pos. | Corridore        | Squadra         | Tempo     |
| ---- | ---------------- | --------------- | --------- |
| 1    | Nick Nuyens      | Cofidis         | 10h57'37" |
| 2    | Vasil' Kiryenka  | Tinkoff         | a 8"      |
| 3    | Preben Van Hecke | Predictor-Lotto | a 10"     |

### 4ª tappa
- 9 febbraio: Allègre-les-Fumades > Allègre-les-Fumades – 151,7 km

Risultati
| Pos. | Corridore         | Squadra         | Tempo    |
| ---- | ----------------- | --------------- | -------- |
| 1    | Christophe Mengin | Franç. des Jeux | 3h22'28" |
| 2    | Frédéric Amorison | Landbouwkrediet | a 2"     |
| 3    | Jimmy Casper      | Unibet.com      | s.t.     |

| Pos. | Corridore        | Squadra         | Tempo     |
| ---- | ---------------- | --------------- | --------- |
| 1    | Nick Nuyens      | Cofidis         | 14h21'10" |
| 2    | Vasil' Kiryenka  | Tinkoff         | a 8"      |
| 3    | Preben Van Hecke | Predictor-Lotto | a 10"     |

### 5ª tappa
- 10 febbraio: Gagnières > Bessèges – 124,2 km

Risultati
| Pos. | Corridore          | Squadra         | Tempo    |
| ---- | ------------------ | --------------- | -------- |
| 1    | Sébastien Chavanel | Franç. des Jeux | 3h10'46" |
| 2    | Angelo Furlan      | Crédit Agricole | s.t.     |
| 3    | Pieter Mertens     | Predictor-Lotto | s.t.     |

| Pos. | Corridore        | Squadra         | Tempo     |
| ---- | ---------------- | --------------- | --------- |
| 1    | Nick Nuyens      | Cofidis         | 17h30'53" |
| 2    | Vasil' Kiryenka  | Tinkoff         | a 8"      |
| 3    | Preben Van Hecke | Predictor-Lotto | a 10"     |

## Classifiche finali

### Classifica generale
| Pos. | Corridore         | Squadra         | Tempo     |
| ---- | ----------------- | --------------- | --------- |
| 1    | Nick Nuyens       | Cofidis         | 17h30'53" |
| 2    | Vasil' Kiryenka   | Tinkoff         | a 8"      |
| 3    | Preben Van Hecke  | Predictor-Lotto | a 10"     |
| 4    | Kevin De Weert    | Cofidis         | a 18"     |
| 5    | Sébastien Minard  | Cofidis         | a 39"     |
| 6    | Geoffroy Lequatre | Cofidis         | a 42"     |
| 7    | Laurent Brochard  | Bouygues Tél.   | a 44"     |
| 8    | Jukka Vastaranta  | Jartazi         | s.t.      |
| 9    | Baden Cooke       | Unibet.com      | a 48"     |
| 10   | Pieter Mertens    | Predictor-Lotto | a 55"     |

### Classifica a punti
| Pos. | Corridore          | Squadra         | Punti |
| ---- | ------------------ | --------------- | ----- |
| 1    | Sébastien Chavanel | Franç. des Jeux | 67    |
| 2    | Angelo Furlan      | Crédit Agricole | 57    |
| 3    | Geoffroy Lequatre  | Cofidis         | 43    |
| 4    | Baden Cooke        | Unibet.com      | 39    |
| 5    | Nick Nuyens        | Cofidis         | 37    |

### Classifica giovani
| Pos. | Corridore        | Squadra         | Punti |
| ---- | ---------------- | --------------- | ----- |
| 1    | Mickaël Larpe    | Roubaix-Lille   |       |
| 2    | Dominique Cornu  | Predictor-Lotto |       |
| 3    | Pierre Rolland   | Crédit Agricole |       |
| 4    | Michail Ignat'ev | Tinkoff         |       |
| 5    | Cédric Pineau    | Roubaix-Lille   |       |

### Classifica a squadre
| Pos. | Squadra                 | Tempo     |
| ---- | ----------------------- | --------- |
| 1    | Cofidis                 | 53h36'56" |
| 2    | Tinkoff Credit Systems  | a 57"     |
| 3    | Predictor-Lotto         | s.t.      |
| 4    | Crédit Agricole         | a 1'57"   |
| 5    | Roubaix-Lille Métropole | a 2'18"   |